# Kurt Tank
Kurt Waldemar Tank (24. února 1898, Bromberg – 5. června 1983, Mnichov) byl německý letecký konstruktér a zkušební pilot, který vedl konstrukční úsek ve firmě Focke-Wulf mezi lety 1931 až 1945. Byl odpovědný za vývoj několika důležitých letadel Luftwaffe, která sloužila během druhé světové války, včetně stíhaček Fw 190, Ta 152 nebo dopravního Fw 200 Condor. Po válce strávil dvě desetiletí konstruováním v zahraničí - nejprve v Argentině a poté v Indii. Na konci 60. let se vrátil do Německa jako konzultant firmy Messerschmitt-Bölkow-Blohm (MBB).